# Västerslättskyrkan S:t Staffan
Västerslättskyrkan (S:t Staffan) är en distriktskyrka i Umeå stadsförsamling i Luleå stift. Kyrkan ligger i stadsdelen Västerslätts centrum i Umeå.
Det runda kyrkorummet, vars cirkelrunda planlösning har influenser från Italien, var tidigare en konsumhall från 1957, ritad av Sune Flök.
Byggnaden har en stomme av gjuten betong och betongtegeltak. Väggarna saknade ursprungligen fönster för att ge plats åt hyllinredningar i butiken. Ljuset skulle istället komma uppifrån från en glaslanternin.
Hösten 1976 började arbetet med om- och tillbyggnad. Butikshallen kläddes med gult tegel och varuintaget glasades in. Väggar och innertak är vitputsade och golvet är lagt av keramiska plattor. Kyrkan invigdes den 4 september 1977. Arkitekt för ombyggnationen var Bertil Håkansson.
Den fristående klockstapeln är byggd i trä med platt tak och har en klocka gjuten av Bergholtz klockgjuteri i Sigtuna.

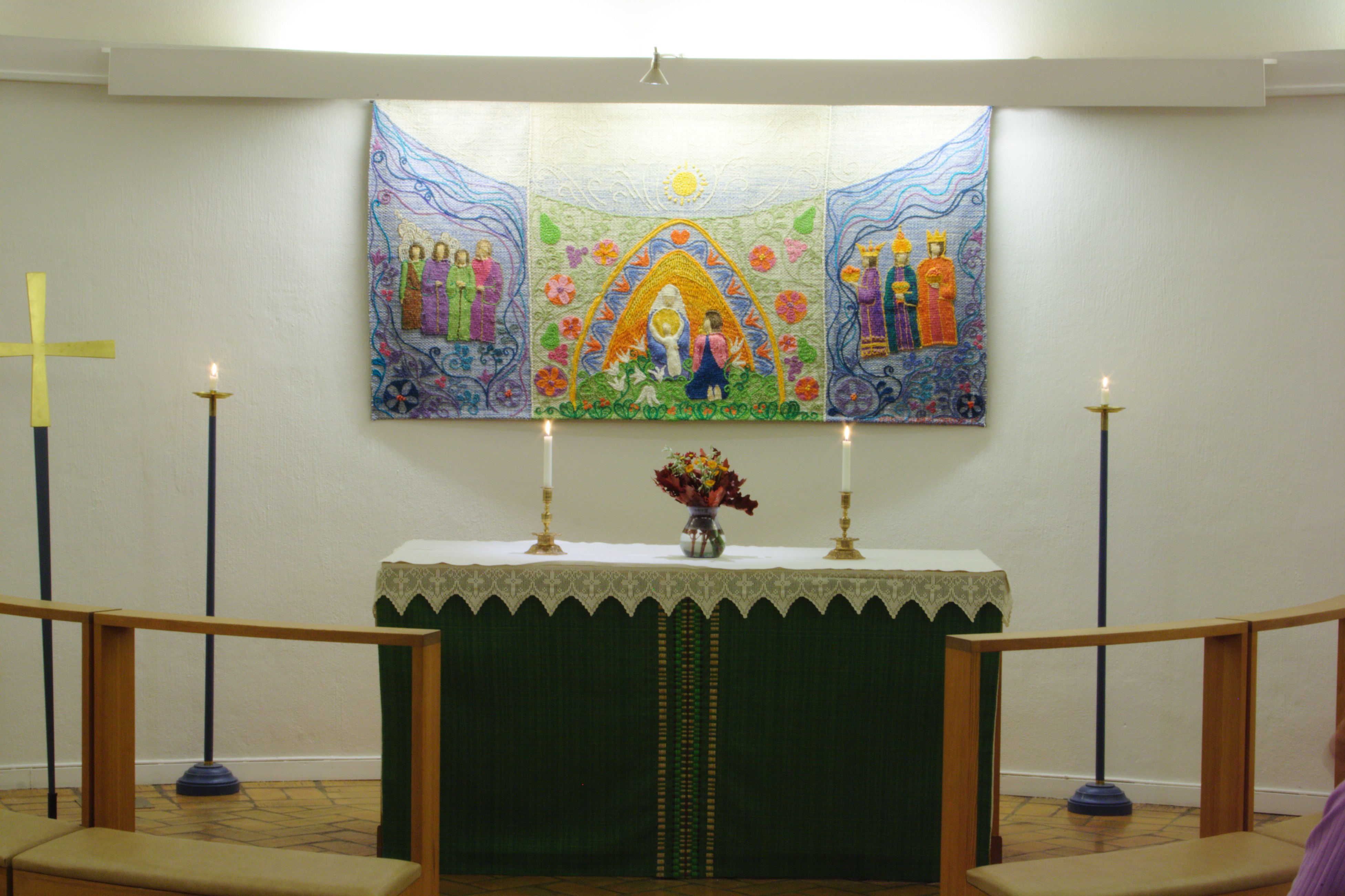
Altartextilen är utförd av Kerstin Glader-Jonsson
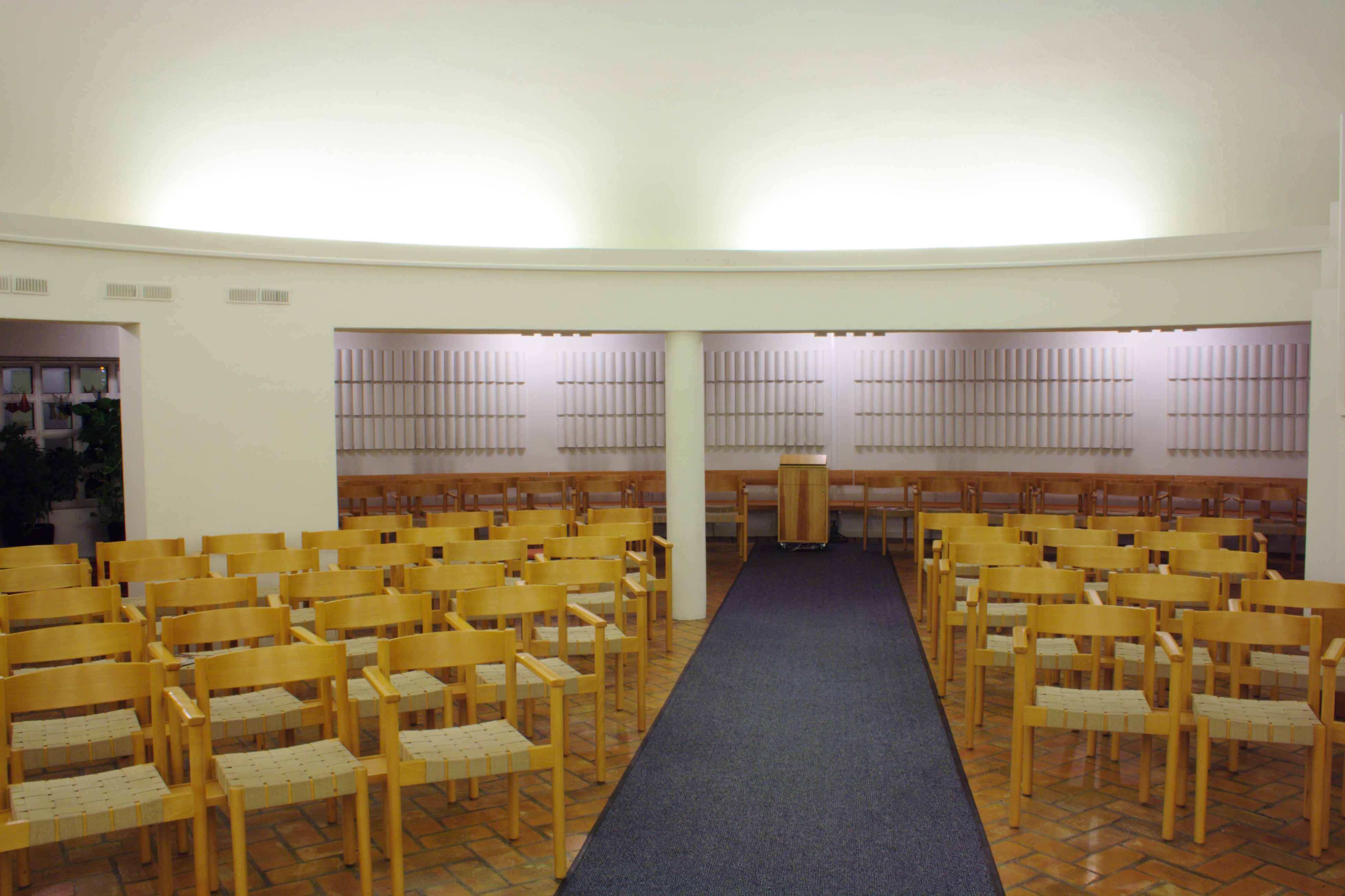
Sittplatserna utgörs av lösa stolar
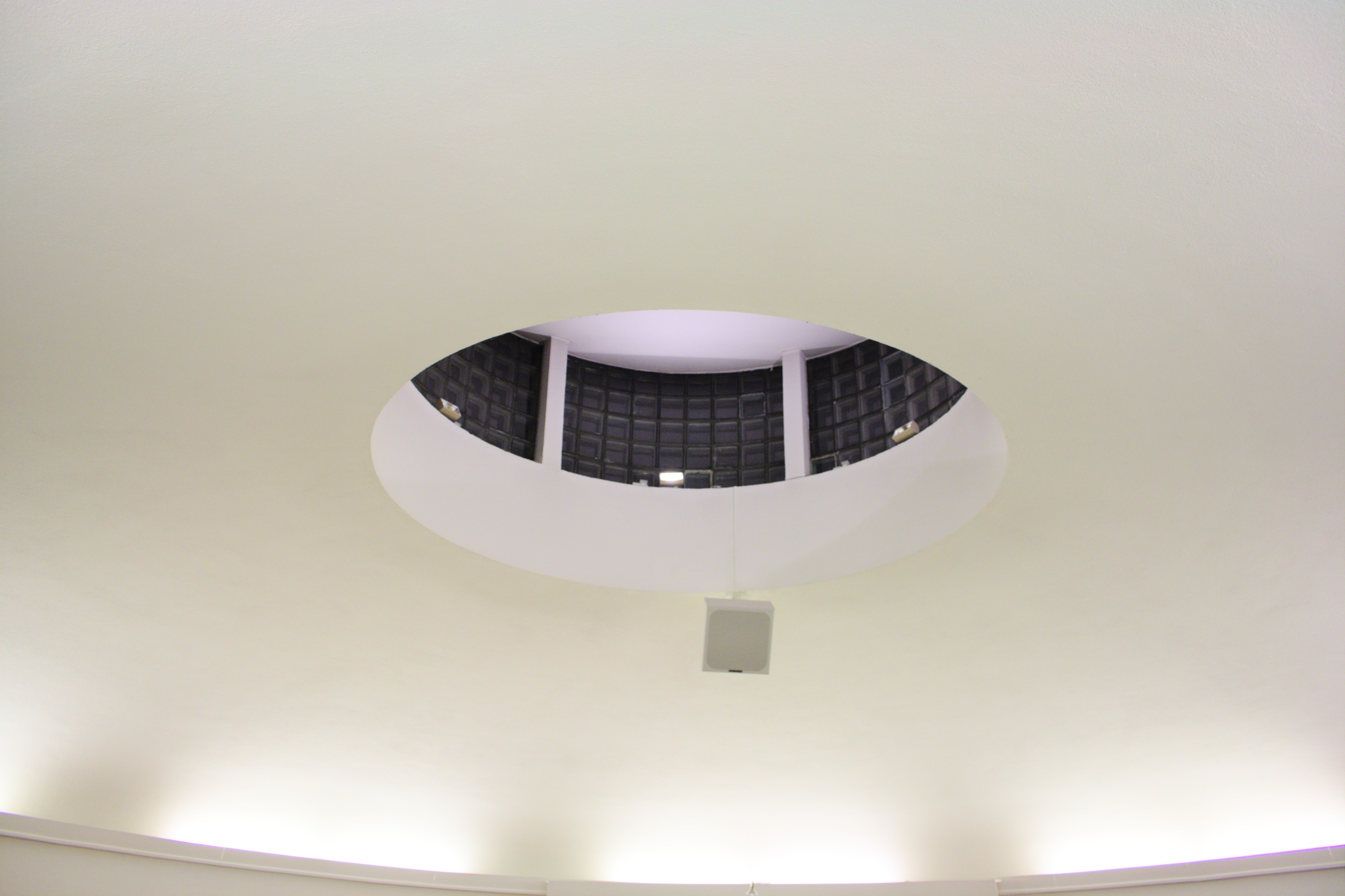
Lanternin på toppen av kupolen
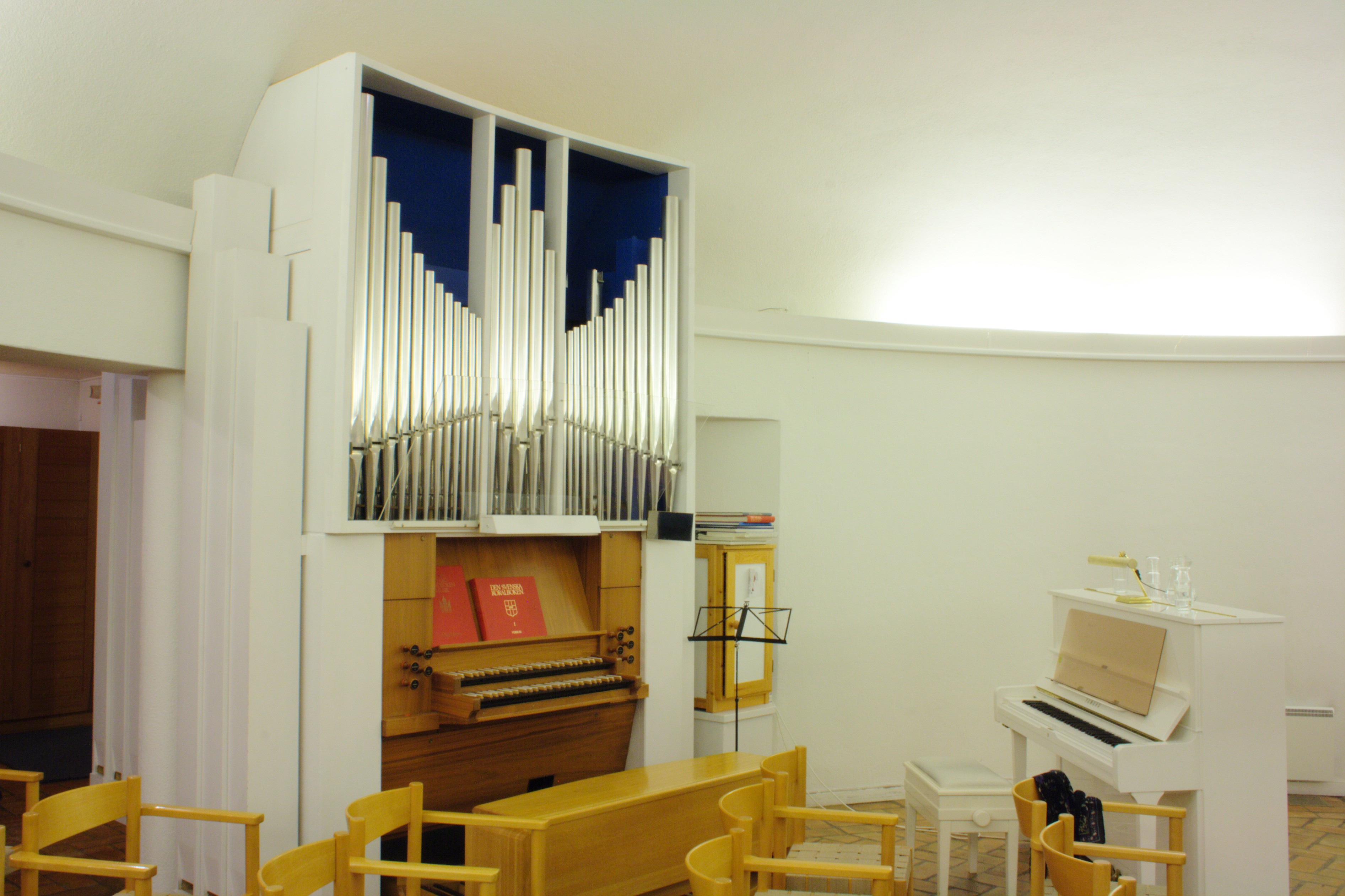
Kyrkorgeln är byggd av Grönlunds Orgelbyggeri i Piteå och invigd Allhelgonaafton 1981